# Ted Kravitz
Theodore Joseph Nathaniel Slotover (Hammersmith, Londres; 21 de marzo de 1974), más conocido como Ted Kravitz, es un reportero británico de pitlane de Fórmula 1 que trabaja para Sky Sports F1.

## Primeros años
Kravitz nació en Hammersmith, Londres. Su madre es estadounidense y es de Union City, Nueva Jersey. Mientras estaba en la universidad, comenzó a presentar en la University Radio Exeter. Después de graduarse, se formó como periodista en la oficina de Londres de CBS News antes de trabajar para estaciones de radio locales en el suroeste de Inglaterra como reportero de noticias y deportes. Luego regresó a Londres para trabajar para 95.8 Capital FM, en su programa de noticias ganador del Premio Sony, The Way It Is.
Después de un período como reportero de noticias y deportes para LBC y London News Direct, Kravitz se unió a Chrysalis Television a fines de 1996 para trabajar en su programación Grand Prix.

## ITV
Kravitz trabajó con ITV desde el comienzo de su cobertura de F1 en 1997, inicialmente como productor y luego como reportero de boxes desde 2002, junto a Louise Goodman. Reemplazó a James Allen, quien fue ascendido al puesto de comentarista de carrera, luego del retiro de Murray Walker.
En 2007 y 2008, presentó la cobertura del Campeonato Británico de Turismos de ITV.

## BBC
Kravitz continuó su papel en el pitlane, junto con Lee McKenzie, cuando la cobertura de Fórmula 1 se trasladó a la BBC en 2009, y permaneció en esa posición hasta finales de 2011.

## Sky Sports F1
En diciembre de 2011, se anunció que Kravitz seguiría a Martin Brundle y otros de la BBC para unirse a la cobertura Sky Sports F1 de Sky en 2012. Como parte de su nuevo rol, Kravitz presenta el programa semanal del canal, The F1 Show. Para la temporada 2012, se le unió el copresentador Georgie Thompson. En 2013, tras la partida de Thompson, Kravitz presenta The F1 Show con Natalie Pinkham de Sky Sports F1.
Además de trabajar en The F1 Show, a Kravitz también se le dio un papel más destacado en la cobertura de Fórmula 1, con Ted's Notebook, un breve segmento en el programa donde Kravitz brinda información técnica desde el pitlane, como problemas con los monoplazas, datos técnicos, entre otros. Kravitz también está presente en las pruebas de invierno de Fórmula 1. Se muestra un episodio nocturno de Ted's Notebook durante la cobertura para brindar información sobre lo que cada equipo ha estado haciendo durante cada día de pruebas.
La controversia surgió en octubre de 2022 luego del Gran Premio de Estados Unidos de 2022 luego de los comentarios de Kravitz afirmando que a Lewis Hamilton le «robaron» el campeonato de Fórmula 1 de 2021. Esto resultó en un boicot por parte de Max Verstappen y su equipo Red Bull Racing de participación en todas las entrevistas y programas de Sky Sports durante el fin de semana del Gran Premio de la Ciudad de México 2022.

## Vida personal
Kravitz es de ascendencia judía Asquenazí. El nombre de Kravitz proviene del lado de la familia de su madre: sus padres son Robert y Jill (Kravitz) Slotover. Tiene tres hijas, nacidas en 2011, 2012 y 2018.
Kravitz tiene un título en política, y es un piloto de aviación calificado.